# Ityphilus tenuicollis
Ityphilus tenuicollis är en mångfotingart som först beskrevs av Masatoshi Takakuwa 1934.  Ityphilus tenuicollis ingår i släktet Ityphilus och familjen Ballophilidae. Inga underarter finns listade i Catalogue of Life.